# Alqueria del Pi (les Cases de Bàrcena)
|  | Per a altres significats, vegeu «Alqueria del Pi». |

L'Alqueria del Pi, situada a la rodalia de les Cases de Bàrcena (València), és una casa rural o alqueria de l'Horta de València datada entre el segle xvi i el segle xvii. Presenta un greu estat d'abandó, en risc d'esfondrament tot i ser de propietat pública i estar protegida sota la figura de Bé de Rellevància Local.
Està rodejada de camps de cultiu, a escassos metres del barranc del Carraixet des d'on s'accedeix, entre els termes municipals de Vinalesa i Bonrepòs i Mirambell.

## Història
Els orígens de l'alqueria són desconeguts i situen el moment de l'edificació a finals del segle xvi o principis del XVII, la qual seria reformada en el XVIII i en el XIX amb l'ampliació de nous cossos al voltant d'un pati central amb funcions agrícoles. Pel tipus de construcció es tracta d'una alqueria en mans de membres de les classes altes aristocràtiques o burgeses en conjugar la seua funció de gran explotació agrícola amb un espai residencial ornat i de caràcter noble.

## Arquitectura
L'alqueria consta d'un cos principal amb la façana davantera mirant a l'est i un ús residencial, i un pati al seu darrere que vertebra els altres edificis amb funcions agrícoles i per als animals. El dit cos principal és de rajola i mamposteria, de dues altures, amb una planta de 16 x 6 metres aproximadament, i “està construït per dues cruïlles d'iguals dimensions, amb línies de càrrega paral·leles a la façana i definides per murs en la planta baixa”. La porta principal està dotada d'un gran arc de carreus que hom considera l'element actual més antic del conjunt ja que les finestres haurien estat modificades en el segle xviii per fer-les més regulars i simètriques. La coberta és a dues aigües i de teules però actualment està caiguda en bona part. El seu exterior estava arrebossat i queden rastres de pintura. La fusteria dels vans és de fusta. Al seu interior encara eren identificables fa uns anys les diverses habitacions de la família llauradora i el pis superior tenia funcions de gran andana diàfana per assecar i conservar les collites.